# Magdolna Komka
Magdolna Komka, z domu Csábi, później Zsivótzky (ur. 1 sierpnia 1949 w Salgótarján, zm. 9 lutego 2024) – węgierska lekkoatletka, specjalistka skoku wzwyż. dwukrotna olimpijka.

## Osiągnięcia sportowe
Zajęła 9.–10. miejsce w skoku wzwyż na igrzyskach olimpijskich w 1968 w Meksyku oraz 11. miejsce na europejskich igrzyskach halowych w 1969 w Belgradzie. Na mistrzostwach Europy w 1969 w Atenach odpadła w kwalifikacjach.
Zajęła 7. miejsce na halowych mistrzostwach Europy w 1970 w Wiedniu. Na kolejnych halowych mistrzostwach Europy w 1971 w Sofii zajęła 9. miejsce. Była 16.–17. na mistrzostwach Europy w 1971 w Helsinkach. Zajęła 4. miejsce na halowych mistrzostwach Europy w 1972 w Grenoble oraz 23. miejsce na igrzyskach olimpijskich w 1972 w Monachium.
Była mistrzynią Węgier w skoku wzwyż w latach 1968–1970 i 1972.
Wielokrotnie poprawiała rekord Węgier od wyniku 1,68 m (21 kwietnia 1968 w Salgótarján do rezultatu 1,85 m (10 czerwca 1972 w Budapeszcie). Był to najlepszy wynik w jej karierze.

## Rodzina
Jej drugim mężem był Gyula Zsivótzky, mistrz olimpijski z 1968 w rzucie młotem. Ich syn Attila Zsivoczky i synowa Györgyi Zsivoczky-Farkas również byli olimpijczykami, startowali w wielobojach.